# Le Bessat
Le Bessat è un comune francese di 451 abitanti situato nel dipartimento della Loira della regione dell'Alvernia-Rodano-Alpi.
Il territorio comunale ospita le sorgenti del fiume Furan.

## Società

### Evoluzione demografica
Abitanti censiti